# MURO
MURO（ムロ、本名：室田隆義、1970年3月25日 - ）は、日本のヒップホップMC及びDJ、プロデューサー、デザイナー。

## 来歴
1970年3月25日、埼玉県川口市に生まれる。1980年代後半〜1990年代初頭、KRUSH POSSE、MICROPHONE PAGERでの活動で、日本語ラップに「改正」を唱え、真の意味でのヒップホップを日本に根付かせるべく活動。MICROPHONE PAGERと前後してソロとしての活動を開始する。1996年発売のMAKI & TAIKIのEP『ON THE 1+2』の楽曲「バスドラ発〜スネア行」に参加。1997年、スペルバウンドからシングル「DAI SAN DANRAKU 97 PAGE」発売。1998年、自身のレーベル「incredible」を立ち上げる。彼によればラップを捨てたのは左耳がライヴ中に聞こえなくなったからである。その時はショックで泣いたという。治療後にDJ転向を決意。「世界一のDigger」と呼ばれる事もある。
1999年4月21日、トイズファクトリーからメジャー第一弾となるミニ・アルバム『K.M.W.(King Most Wanted)』を発売。同年12月22日には、アメリカのヒップホップグループ、Diggin' in the Crates Crewのロード・フィネスとA.G.が参加したシングル「THE VINYL ATHLETES」発売。2000年8月23日、初のフルアルバム『PAN RHYTHM :Flight No.11154』を発売。2002年6月12日、K.O.D.Pを大々的にフィーチャーしたアルバム『Sweeeet Baaad A*s Encounter』を発売。
2003年1月22日、ミニアルバム『CHAIN REACTION』を発売。また、DJとしても国内外で活動を広げ、マイアミで行われている「Winter Music Conference」への出演や、アメリカのヒップホップレーベル「STONES THROW」のツアーへの参加などを経て国外でも認知度を深めていく。2005年7月20日、avexからアルバム『20 Street Years』発売。同年9月20日、フランスのハウスDJ、ディミトリ・フロム・パリとのコラボレーションMIX CD『Super Disco Friends』を発売。
2006年11月、井上三太の漫画『TOKYO TRIBE2』のテレビアニメ化にあたり、そのサウンドトラックを担当。11月22日には日米のラッパー、プロデューサーが集結したMUROプロデュースによるアルバム『TOKYO TRIBE2』を発売。日本からはTWIGYやBIG-Oらが参加。アメリカからはJUST BLAZE、ゴーストフェイス・キラー、デ・ラ・ソウルらが参加。また、同日に自身の集大成となる完全ベスト盤『MUROTIMATE BREAKS & BEATS VOL.1 & VOL.2』を発売。これまでの映像作品をDVDに収録し、自身のラッパーとしてのキャリアを総括した作品。
- 2007年
  - 8月22日、ニューヨークのグラフィティアーティストLEE QUINONESとのコラボレーションによる初のインストアルバム『EAST RIVER PARK』を発売。
  - 10月、ミラノで行われたNIKE AIRFORCE 1のイベントでのDJ出演を皮切りにロンドン、アムステルダムでのヨーロッパツアーを敢行。
  - 12月、北京で行われたFENDIのファッションショーのアフターパーティでDJを行う。

- 2008年
  - 1月、安室奈美恵によるヴィダル・サスーンCMタイアップ曲「ROCK STEADY」のプロデュースや、MISIA「Yes Forever」のリミックスなどを手がける。
  - 4月、ニューヨークのブルックリン美術館で行われた村上隆のエキシビションのオープニングイベントにてDJを行う。

- 2009年
  - EMI、UNIVERSALなどからコンピレーション・アルバムをリリース。8月26日には自身の軌跡を辿るべくセルフミックスで過去に発表してきた楽曲のインストのノンストップMIX CD『DA CREATOR』を発売。

- 2010年
  - 1月13日、和物のみを使用したオフィシャルMIX CD『KING of DIGGIN' - DIGGIN' OST - やさぐれファンク 番外地編』を発売。

- 2011年
  - 5月22日、渋谷に自身のセレクトショップ「DIGOT」をオープンさせる。

- 2012年
  - 12月5日、アルバム『DIGGIN' FOR BEATS』発売。

- 2014年
  - 結婚。第一子をもうける[要出典]。

## KING OF DIGGIN' PRODUCTION
ヒップホップ集団KING OF DIGGIN' PRODUCTION（キング･オブ・ディギン・プロダクション、略称：K.O.D.P）を主催。レコード店が数多く並ぶ渋谷区宇田川町に縁のある人々が、MUROを介して寄り集まって形成された集団。定期的な活動を行うための固定された集団ではなく、仲間集団的な色合いが強い。2002年には、K.O.D.Pのメンバーを大々的にフィーチャーした内容のアルバム『KING of DIGGIN' presents...Sweeeet Baaad A*s Encounter』を発売。

### メンバー
※メンバーにはそれぞれ固有のナンバーが与えられている。

1. MURO
2. DEV LARGE
3. Lil' Muro
4. DJ WATARAI
5. DJ VIBLAM
6. DJ SHIMONE
7. TAKE-G
8. OSUMI
10. S-WORD
11. MACKA-CHIN
12. KIRK
13. GORE-TEX
14. TAKESHI
16. SUIKEN
17. BOO
18. DJ TAIJI
22. Tina
23. G.K.MARYAN
25. KASHI DA HANDSOME
27. GORIKI
30. JOE-CHO
34. TAKASHI FUTATSUGI

## ディスコグラフィ

### シングル
- 『Street Life』　（1994年4月21日）
- 『DAI SAN DANRAKU 97 PAGE』　（1997年7月15日）
- 『K.M.W.(King Most Wanted)』　（1999年4月21日）
- 『THE VINYL ATHLETES -真ッ黒ニナル果テ-』　（1999年12月22日）
- 『EL Carnaval』　（2000年7月5日）
- 『LYRICAL TYRANTS From Local To Global』　（2001年1月24日）
- 『SPACE FUNK 2001』　（2001年5月23日）
- 『CHAIN REACTION』　（2003年1月22日）

#### アナログ
- 『J.a.M』　（2012年8月8日）　7inchレコード

### アルバム
- 『PAN RHYTHM:Flight No.11154』　（2000年8月23日）　7inchレコードが付属した限定盤も存在する。
- 『Sweeeet Baaad A*s Encounter』　（2002年6月12日）
- 『20 Street Years』　（2005年7月20日）
- 『EAST RIVER PARK』　（2007年8月22日）　MURO & ZORO名義
- 『DIGGIN' FOR BEATS』　（2012年12月5日）
- 和音　Produced by MURO(2017年5月24日) 初のカバーアルバム

#### ベストアルバム
- 『BACK II BACK』　（2004年3月10日）（CCCD）
- 『BACK II BACK 2』　（2004年8月25日）（CCCD）
- 『MURO MUROTIMATE BREAKS&BEATS VOL.1』　（2006年11月22日）
- 『MURO MUROTIMATE BREAKS&BEATS VOL.2』　（2006年11月22日）

### MIX CD
- 『70 Minutes Of Funk Mixed by Muro ― J-WAVE 81.3FM COORS HIP HOP ~DA CYPHER~』　（1998年11月18日）
- 『INCREDIBLE!-BLUENOTE DJ MIX by MURO』　（2001年5月23日）
- 『HOT DOG BREAKS (INCREDIBLE! 2) -BLUENOTE DJ MIX by MURO』　（2004年2月25日）
- 『20 Street Years Instrumentals Non Stop Mixed by DJ MURO』　（2005年7月20日）
- 『Masterpiece Sound Presents Mix King Of Diggin'』　（2008年3月26日） DJ Ron Gとの共作
- 『SKY HIGH!~Mizell Bros. Works』　（2008年11月26日）
- 『DA CREATOR』　（2009年8月26日）
- 『KING OF DIGGIN'~DIGGIN' OST~ やさぐれファンク番外地編』　（2010年1月13日）
- 『Da Originater~Sampling Renaissance』　（2010年12月5日）
- 『KINGS FROM KINGS12 MURO'S BOB MARLEY MIX』　（2011年6月8日）
- 『Elegant Funk』　（2011年7月27日）
- 『77 Minutes Of MISIA』　（2011年7月27日）　MISIAのアルバム『SOUL QUEST』の初回限定特典
- 『DIGGIN' MURO』　（2012年4月20日）　渋谷ディスクユニオン限定500枚販売
- 『DIGGIN' CRAZY KEN BAND MIXED BY MURO』　（2012年9月12日）
- 『DIGGIN' IT』　（2012年11月19日）　DIGOT、新宿ディスクユニオン限定500枚販売
- 『DIGGIN’ P-VINE VOL.0』　（2012年11月6日）　タワーレコードキャンペーン「FUNK FOR LIFE」ノベルティ
- 『Diggin' JET SET』　（2012年11月23日）　レコードショップJET SETノベルティ
- 『KING OF DIGGIN' "DIGGIN' BLACK JAZZ』　（2012年12月12日）
- 『Synthetic Boogie』　（2012年12月25日）
- 『DIGGIN' MURO PT.2』　（2013年8月23日）　新宿ディスクユニオンCLUB MUSIC SHOP、SOUL BLUES創立10周年記念作
- 『Gangster Boogie Mix』　（2013年10月1日）　アパレルブランドThe HundredのTOO-$HORT T-SHIRTSノベルティ
- 『Uncovered -Reggae Version-』　（2013年12月13日）
- 『DIG DEPOT DIGOT』　（2014年1月1日）　DIGOTノベルティ
- 『GOLDEN FRESH FEMALES』　（2014年3月12日）
- 『70min of Breaks -This Time-』　（2014年4月19日）
- 『Diggin' Handmade Soul』　（2014年5月14日）　Hanah Springの『Handmade Soul』のHMVノベルティ
- 『Conduct A Library Research 2』　（2014年5月29日）
- 『Diggin' Free Soul』　（2014年7月23日）　タワーレコード限定販売
- 『Diggin' Hi』　（2014年9月17日）　TSUTAYA限定販売
- 『STRIKE UP THE BAND -KIDS CAN BE FUNKY, TOO-』　（2014年9月27日）
- 『WONDIRECTION FUNK FOREVER』　（2014年10月31日）　リマスター盤
- 『Diggin' Free Soul -Let The Music Play-』　（2014年11月19日）　タワーレコード限定販売
- 『30 Years And Still Counting』　（2015年3月25日）　タワーレコード限定販売
- 『DIGGIN' IT 2』　（2015年5月23日）　新宿ディスクユニオン限定500枚販売

#### Diggin'Ice シリーズ
1990年代中盤からカセットテープで販売されたシリーズ。全4巻で構成された。2011年にCDにリマスターされ再発売された。
- 『Diggin' Ice'96 - Remaster 2CD Edition -』　（2011年3月30日）

#### Breaks シリーズ
- 『SUPER FUNKY ROCK BREAKS』　（2010年12月2日）
- 『SUPER FUNKY ROCK BREAKS 2』　（2011年10月2日）
- 『SUPER CHRISTMAS BREAKS』　（2011年11月30日）　リマスター盤 2枚組
- 『SUPER DISCO BREAKS LESSON 5-6』　（2012年12月25日）　リマスター盤 2枚組
- 『SUPER DISCO BREAKS LESSON 7-8』　（2012年12月25日）　リマスター盤 2枚組
- 『SUPER FUNK BREAKS』　（2013年1月24日）
- 『SUPERIOUR FUNK BREAKS』　（2013年2月21日）
- 『SUPER FUNK BREAKS LESSON 3-4』　（2013年2月21日）　リマスター盤 2枚組
- 『SUPER FUNK BREAKS LESSON 5-6』　（2013年3月27日）　リマスター盤 2枚組
- 『SUPER FUNK BREAKS LESSON 7-8』　（2013年4月19日）　リマスター盤 2枚組
- 『SUPER FUNKY AFRO BREAKS』　（2013年9月28日）　リマスター盤
- 『SUPER FUNKY AFRO BREAKS 2』　（2013年10月25日）

#### Taste Of Chocolate R&B Flavor シリーズ
- 『Taste Of Chocolate R&B Flavor Vol.1』　（2014年2月6日）　リマスター盤 2枚組
- 『Taste Of Chocolate R&B Flavor Vol.3』　（2014年4月19日）　リマスター盤

#### Tropicooool Boogie シリーズ
- 『Tropicooool Boogie 4』　（2007年）
- 『Tropicooool Boogie 7』　（2012年7月13日）
- 『Tropicooool Boogie 8』　（2013年7月25日）
- 『Best Of Tropicooool Boogie』　（2014年7月29日）　リマスター盤

#### I Love 45's シリーズ
- 『I Love 45's ～Those Stinky Icky Breaks!!～』　（2012年8月18日）
- 『I Love 45's ～La La means sweet sweet Revue～』　（2013年8月29日）　リマスター盤
- 『I Love 45's ～La La means sweet sweet Revue Pt.2～』　（2013年8月29日）
- 『I Love 45's ～Dance Across The Floor (45 Mix)～』　（2014年1月18日）
- 『I Love 45's ～La La means sweet sweet Revue Pt.3～』　（2014年10月31日）

#### WKOD 11154FM シリーズ
- 『WKOD 11154FM -The Golden Era Of Hip Hop-』　（2003年）　K-Princeとの共作
- 『WKOD 11154FM -The Golden Era Of Break Beats-』　（2003年）　Paul Niceとの共作
- 『WKOD 11154FM -The Golden Era Of Disco-』　（2003年）　Dimitriとの共作
- 『SOUL KITCHEN 11154』　（2009年10月21日）

#### DUB TRUMP シリーズ
- 『DUB TRUMP Pt.V』　（2013年5月23日）

#### DJ XXXL 名義
- 『NIPPON BREAKS & BEATS Vol.3』　（2010年8月28日）
- 『NIPPON BREAKS & BEATS Vol.4』　（2011年5月28日）
- 『NIPPON BREAKS & BEATS Vol.6』　（2013年11月28日）
- 『ELEGANT FUNK 和BOOGIE EDITION』　（2014年11月29日）

その他、インディ作品等、多数あり

### サウンドトラック
- 『HOTWAX TRAX 鉄砲玉の美学 ~MURO REMIX~』　（2006年5月13日）
- 『TOKYO TRIBLE2』　（2006年11月22日）　井上三太原作のアニメTOKYO TRIBE2のサントラ

### 参加作品
- 「真っ黒になる迄」 MURO （「Multidirection」 に収録）
- 「GO YELLOWS GO」 MAZZ + PMX feat. MURO, BOYEE KANE
- 「No Sense Of Justice」 Dub Master X + DJ Doc Holiday feat. MAZZ + MURO
- 「MADE IN JAPAN」 YOU THE ROCK★ & DJ BEN feat. MURO, TWIGY, P.R.C., MINIDON （『TIGHT BUT FAT』 に収録）
- 「Made in JAPAN '93 remix」 YOU THE ROCK★ & DJ BEN feat. MURO, TWIGY, P.R.C., MINIDON
- 「蛙鳴蝉噪」 DJ MA$A feat. MURO
- 「バスドラ発～スネア行」 MAKI & TAIKI feat. MURO （『on the 1+2』 に収録）
- 「半透明」 MURO & DJ WATARAI （『’hood』 に収録）
- 「つつみ込むように・・・ (DJ WATARAI REMIX)」 MISIA feat. MURO
- 「KONOSORA NO ARUAI NI」 BOO feat. MURO & Mr.PEAK
- 「病む街 pt.2 （1/f Version）」 TWIGY feat. MURO, RINO
- 「THE UNTOUCHABLE III」 ZEEBRA feat. MURO （『BASED ON A TRUE STORY』 に収録）
- 「We Are The Wild」 Gathering Of All Stars
- 「GALAXY PIMP 3000」 NIPPS feat. MURO, DEV LARGE
- 「病む街 Part II 第三章」 RINO LATINA II feat. MURO, TWIGY （『Carnival of RINO』 に収録）
- 「smile in your face」 BOO feat. MURO
- 「にちようび」 SOUL SCREAM feat. MURO + BOO
- 「ALL★STAR」 MURO feat. LUNCH TIME SPEAX, KASHI DA HANDSOME
- 「THA Legend and THA Next」 S-WORD feat. MURO
- 「MO BE」 LUNCH TIME SPEAX feat. MURO
- 「YOU MAKE ME HIGH ON FRIDAY !!!」 BOO feat. MURO, KASHI DA HANDSOME
- 「リアルにやる （MURO remix）」 キングギドラ feat. MURO
- 「10%無理」 NITRO MICROPHONE UNDERGROUND feat. MURO
- 「真ッ黒ニナル訳 struttin' with MURO」 Tina
- 「MIRROR BALL 2004」 GORE-TEX feat. MICROPHONE PAGER
- 「廻シ蹴リ」 マボロシ feat. MURO, DABO
- 「7 DAYZ」 DJ HAZIME feat. MURO, PUSHIM
- 「RHYME LINE」 DJ MASTERKEY feat. MURO & BOO
- 「READY GO!」 DJ YAS feat. MICROPHONE PAGER
- 「OFF THE CHAIN」 MIKRIS feat. MURO, TAD'S A.C.
- 「Checklist」 Mr.Itagaki a.k.a. Ita-Cho feat. MURO, JAH GOD, KASHI DA HANDSOME, GORE-TEX
- 「969 Road」 Mr.Itagaki a.k.a. Ita-Cho feat. MURO
- 「自由帳」 DABO feat. MURO
- 「Misted City」 BIG-O & DJ WATARAI feat. XBS, MURO
- 「3 The Hard Way」 Mr.BEATS a.k.a. DJ CELORY feat. MURO, BIG-O, AFRA

### 楽曲提供
- 「G.C.C. 〜get crazy cruising〜」 KAMINARI-KAZOKU.
- 「ROCK STEADY」 安室奈美恵 （Produced by MURO & MICHICO）
- 「5 The POWER 」 ももいろクローバーZ （SUIとの共作による作曲・編曲）

### その他

#### アナログ
- 『Lord Finesse / MURO 7-Inch Record』　 (BBP RECORDINGS)　（2013年9月5日）　Lord Finesseとの共同7inchレコード

#### 書籍
- 『真ッ黒ニナル果テ -30 years and still counting-』（2015年12月25日、リットーミュージック） - ISBN 9784845627561